# 天宁寺三圣塔
35°05′14″N 112°56′41″E / 35.08722°N 112.94472°E
天宁寺三圣塔位于中国河南省沁阳市城内东南部沁阳博物馆院内，2001年被列为第五批全国重点文物保护单位。
天宁寺始建于隋，初名长寿寺，唐改称大云寺，金改称天宁寺并建塔。寺院已毁，仅存寺塔。塔为十三级密檐叠涩式砖塔，塔身为优美的抛物线型，高32.76米。